# Hida Satoshi
Satoshi Hida (sinh ngày 8 tháng 4 năm 1984) là một cầu thủ bóng đá người Nhật Bản.

## Sự nghiệp câu lạc bộ
Satoshi Hida đã từng chơi cho Kawasaki Frontale, Vegalta Sendai, Albirex Niigata Singapore và Zweigen Kanazawa.